# Richard Stallman

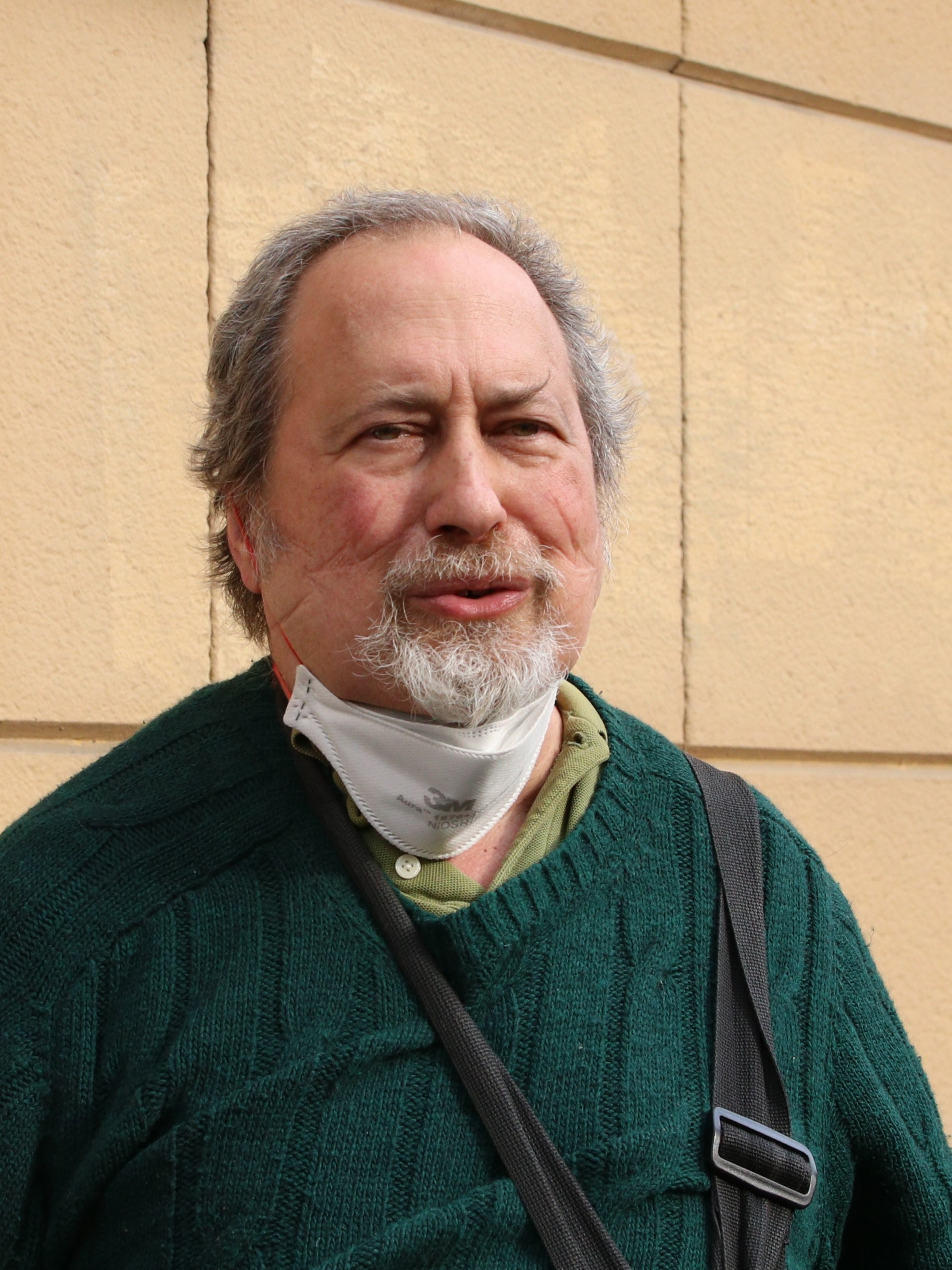
Richard Stallman (2024)

Richard Matthew Stallman (* 16. März 1953 in New York City, USA, auch unter den Initialen rms bekannt) ist ein US-amerikanischer Aktivist und Programmierer, der im September 1983 die Freie-Software-Bewegung gründete.
In Schriften und auf Vorträgen, die überwiegend von der Free Software Foundation organisiert werden, formuliert Stallman vier Freiheiten, mit denen er Freie Software definiert: Die Freiheit, Software nach eigenen Wünschen einzusetzen, den Programmcode einsehen und nach den eigenen Bedürfnissen verändern zu können und veränderte Versionen der Software an andere weiterzugeben. Für Stallman seien diese Freiheiten eine ethische Notwendigkeit. Durch die Gründung des GNU-Projekts und die Entwicklung des GNU C Compilers, des GNU Debuggers, verschiedener Werkzeuge der GNU coreutils und des Editors GNU Emacs galt er als einer der einflussreichsten und produktivsten Programmierer. Seit 2008 trägt er nicht mehr aktiv zur Programmierung von Software-Projekten bei, sondern ist hauptsächlich als Aktivist für Freie Software tätig (durch Präsentationen, Kampagnen usw.).

## Werk

### Allgemeines
Stallman vertritt die Ansicht, dass jegliche Software von ihren Nutzern (womit auch Entwickler gemeint sind) in seinem Sinne „frei“ nutzbar sein soll.
Stallman definiert Vier Freiheiten, die allen Nutzern zustehen sollen:
- Die Software beliebig auszuführen
- Die Software und ihren Quellcode zu untersuchen
- Kopien der Software an Andere weiterzugeben
- Die Software zu modifizieren und Modifikationen weiterzugeben

Software, welche diese Freiheiten (über ihre Lizenz) rechtlich gewährleistet, wird von ihm Freie Software (Free Software) genannt. Stallman positioniert sich explizit gegen jegliche proprietäre Software und deren Verwendung. Dazu zählt er alle Software, die dem Nutzer eine oder mehrere der Freiheiten verwehrt, z. B. durch restriktive Endbenutzer-Lizenzverträge, Geheimhaltungsverträge, Produktaktivierungen, Dongles, Kopiersperren, proprietäre Formate oder den Vertrieb von binären ausführbaren Programmen ohne Source code.
Stallman sieht ein soziales und ethisches Grundprinzip hinter diesen Freiheiten: Freie Software – und damit auch ihre Entwickler – würde die Freiheit und Gemeinschaft der Endnutzer schätzen und respektieren und ein Umfeld schaffen, das Unabhängigkeit, Gemeinschaft, Zusammenarbeit, Solidarität und Austausch ermögliche. Diese Werte sind auch im GNU-Projekt und der Free Software Foundation (welche Stallman gegründet hat) vertreten.
Im September 1983 gründete Stallman das GNU-Projekt mit dem Ziel, ein unixähnliches Betriebssystem zu entwickeln, das den Benutzern die Vier Freiheiten gibt. Er ist leitender Architekt und Organisator des GNU-Projekts und entwickelte eine Reihe seiner weit verbreiteten Bestandteile, darunter die GNU Compiler Collection, den GNU Debugger sowie verschiedene Werkzeuge der GNU coreutils und den Editor GNU Emacs.
Stallman entwickelte Lizenzen für Freie Software, welche rechtlich sicherstellen sollen, dass die Software in seinem Sinne „frei“ ist. Die bekannteste dieser Lizenzen ist die GNU General Public License (GPL). Diese Lizenz verwendet Stallmans Konzept des Copyleft, das verbietet, dass die Software als Teil proprietärer Software verwendet werden darf. Damit soll verhindert werden, dass dem Nutzer die Freiheiten entzogen werden können.
Mit dem Start des GNU-Projektes initiierte er eine Bewegung für Freie Software, im Oktober 1985 gründete er die Free Software Foundation.
Stallman verwendet das Wort „frei“ („free“) fast immer, um sich auf Freiheit und eben nicht auf Preis zu beziehen. Beispiele sind „Freie Software“ und „Freie Werke“, worunter Stallman Werke meint, die die Nutzer weiter kopieren und vertreiben dürfen, und auch die Möglichkeit haben, sie zu untersuchen und zu ändern. Wenn er von monetären Kosten spricht, verwendet Stallman stattdessen meist die Wörter „gratis“ oder „keine Kosten“ („zero price“).
Seit Mitte der 1990er-Jahre ist Stallman hauptsächlich politisch als Aktivist für Freie Software tätig. Er bekämpft in Kampagnen Entwicklungen, die aus seiner Sicht die Freiheiten von Entwicklern, Softwarenutzern und der Gesellschaft gefährden. Dazu gehören Softwarepatente, Digitale Rechteverwaltung und Erweiterungen des Urheberrechts.

### Freie-Software-Bewegung
Stallman ist einer der Begründer der Freie-Software-Bewegung. Er schrieb Grundlagentexte zur Idee der freien Software und war maßgeblicher Autor der damit verbundenen Copyleft-Lizenzen.
Stallman legt großen Wert auf eine spezifische Wortwahl bei der Bezeichnung von Konzepten und Projekten, weil mit den von ihm gewählten Begriffen untrennbar die ursprünglich zugrundeliegenden Ideale verbunden seien. So legt er zum Beispiel großen Wert darauf, von Freier Software statt Open Source zu sprechen, da nicht die bloße Quelloffenheit das ursprüngliche Anliegen sei, sondern die Freiheiten, die die Software dem Benutzer gebe. Dies werde mit einer einseitigen Fokussierung auf das Offenliegen des Quellcodes verdeckt (siehe Kapitel Begriffsproblem im Artikel Open Source). Er besteht auch auf der Bezeichnung GNU/Linux anstelle von Linux für Betriebssysteme mit dem Linux-Kernel, da diese maßgeblich auf der Arbeit des GNU-Projekt aufbauten (siehe GNU/Linux-Namensstreit).

## Leben

### MIT und GNU-Projekt
Stallman arbeitete Anfang der 1970er-Jahre im AI Lab (Abteilung für Künstliche Intelligenz) des Massachusetts Institute of Technology zusammen mit einer Gruppe von Programmierern, die sich selbst als Hacker bezeichneten. Ihre Hackergemeinschaft lebte eine sehr rigorose Philosophie des unbegrenzten Informationsflusses. In den folgenden Jahren gab es in der Softwarebranche einen aus Stallmans Sicht entscheidenden Wandel: Viele Firmen begannen, Software nicht mehr in der bis dahin weitgehend üblichen Form von Quelltexten auszuliefern, sondern in Form eines rein maschinenlesbaren Formates, dem sogenannten binären Format. Auch statteten von nun an einige Firmen ihre Software mit Lizenzen aus, die es den Anwendern verboten, die Programme weiterzuverteilen oder die Programme selbst zu verändern.
Stallman empfand diesen Verlust der Kontrolle von Benutzern über ihre eingesetzte Software als eine Einschränkung ihrer Freiheit. Um dem Trend entgegenzusteuern, schuf er 1989 eine Lizenz, die unter dem Namen GNU General Public License (GNU GPL) bekannt wurde. Diese Lizenz garantiert Anwendern weitgehende Rechte über ihre Software und stellt sicher, dass die gleichen Rechte auch in Zukunft und für sämtliche Erweiterungen, die von Dritten an dieser Software vorgenommen wurden, ebenfalls gelten (Copyleft-Prinzip).
Er kündigte 1984 seine Stelle am MIT und arbeitete mehrere Jahre lang daran, ein Betriebssystem zu programmieren, das vollständig aus freier Software bestehen sollte. Zu dem Zweck veröffentlichte er 1985 sein GNU Manifesto, in dem er die Grundzüge des Systems, das GNU heißen sollte, festlegte. Der Name GNU ist ein rekursives Akronym (GNU is Not Unix), was einerseits auf die Unix-Kompatibilität, andererseits auf die Abgrenzung zu allen unfreien Unix-Varianten hinweisen sollte. In dieser Zeit entwickelte er unter anderem die erste Version von GNU Emacs (ein komplexer, programmierbarer Texteditor), den GNU Debugger (GDB), den ersten freien plattformübergreifenden C-Compiler (heute gcc) sowie verschiedene für eine Unix-Umgebung benötigte Hilfsprogramme.
Er verblieb bis 2019 als freier Wissenschaftler mit dem Computer Science & Artificial Intelligence Lab (CSAIL) verbunden, trat nach umstrittenen Äußerungen zu Jeffrey Epstein zurück. Ebenso trat er als Präsident der Free Software Foundation zurück.

### Zeitgenössische Rolle in der FLOSS-Bewegung

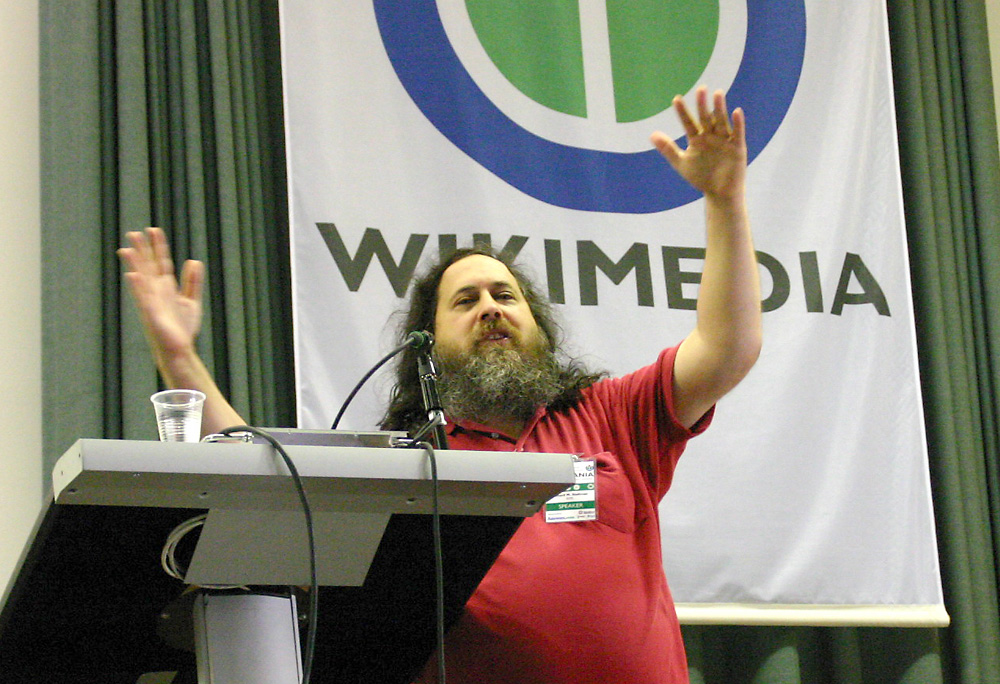
Richard Stallman bei seiner Rede Copyright and Community auf der Wikimania 2005

Einige von Stallmans Positionen gelten als kontrovers. Er grenzt die Freie-Software-Bewegung z. T. von der Open-Source-Bewegung ab. Bei der Entwicklung von Software arbeiten diese beiden Bewegungen jedoch meist sehr eng zusammen (→ Siehe auch: Free/Libre Open Source Software).
Stallman engagiert sich gegen die Verbreitung von Digital-Rights-Management-Systemen und die Einrichtung von Softwarepatenten innerhalb der Europäischen Union und reist daher oft quer durch Europa, aber auch nach Asien und Südamerika, um Vorträge über diese Themen zu halten.
Des Weiteren kritisiert er, dass bei Verwendung von JavaScript in Webseiten für den Benutzer nicht leicht erkennbar ist, ob es sich dabei um freie oder nicht-freie Software handelt. Den Nutzern sei aufgrund der „Stille des Browsers“ gar nicht bewusst, dass viele nicht-freie Programme im Web-Browser ausgeführt würden.
In einem Interview im Januar 2010 sagte er, er nutze explizit ein Lemote Yeeloong Netbook mit gNewSense als Betriebssystem. Der Grund dafür sei, dass beides ausschließlich aus freier Software bestehe.
Er war bis Ende Februar 2011 Mitarbeiter des südamerikanischen Nachrichten- und Kulturkanals Telesur.
Im Oktober 2011 zitierte er zum Tode von Steve Jobs die Aussage von Chicagos Bürgermeister Harold Washington über dessen korrupten Vorgänger Richard J. Daley: „Ich freue mich nicht darüber, dass er tot ist, aber ich bin froh, dass er weg ist.“, ein Kommentar, der von der Öffentlichkeit kontrovers aufgenommen wurde.

#### Rücktritt aus der MIT und FSF
Richard Stallman war mit seinem Kollegen Marvin Minsky bis zu dessen Tod 2016 befreundet gewesen. Minsky war in die Affäre um Jeffrey Epstein verwickelt: sein Lehrstuhl hatte finanzielle Zuwendungen erhalten und Minsky selbst Epstein auf dessen Anwesen auf den Jungferninseln besucht. Als diese Verbindung Ende 2019 bekannt und der Vorwurf erhoben wurde, Minsky habe Sex mit Minderjährigen gehabt bzw. er habe einen sexuellen Übergriff (sexual assault) begangen, äußerte sich Stallman auf einer Mailingliste des MIT anlässlich einer Einladung zu einem Protest mit einer Antwort an alle. Dort führte er aus, der Begriff assault sei vage, und man wisse nicht genau, ob Gewalt im Spiel war. Diese Antwort wurde von einer Alumna aufgegriffen, die in der Folge die Absetzung von Stallman und anderen aus Führungspositionen der Organisationen forderte. Bei einer weiter zurückgehenden Suche fanden sich weitere Äußerungen von Stallman, die kritikwürdig oder anstößig waren. Die Kampagne wurde daraufhin von vielen Publikationen aufgegriffen und als öffentliche Kontroverse über die Verharmlosung des sexuellen Missbrauchs von Jugendlichen thematisiert, wobei die Vorwürfe gegen Stallman immer weiter eskalierten bis hin zur Behauptung, Stallman habe Epstein verteidigt, was dieser entschieden von sich wies. 
Am 16. September 2019 erklärte Stallman seinen Rücktritt als Präsident der Free Software Foundation, der er seit ihrer Gründung 1985 vorgestanden hatte. Zeitgleich beendete er seine Tätigkeit als Gastwissenschaftler am Computer Science and Artificial Intelligence Lab des MIT.
2018 hielt er einen Vortrag über Next Generation Cities in der Waag in Amsterdam.

#### Rückkehr zur FSF
Nachdem Stallman im März 2021 in den Vorstand der FSF zurückgeholt worden war, forderten über 2000 Unterzeichner eines offenen Briefs, unter anderem Mozilla, das Tor-Project und SUSE, seine sofortige Entfernung von allen Führungspositionen. Im Brief wird ihm zahlreiches Fehlverhalten bei seinen Äußerungen zur Last gelegt. Kurz darauf folgte ein Gegenaufruf, dem bisher zwar keine Organisationen folgten, aber über 6800 Einzelpersonen, vor allem Entwickler, auch solche in prominenten Positionen bei Open-Source-Projekten.

#### Erkrankung und erneute Vorwürfe
Auf einer Konferenz zum 40. Jahrestag des GNU-Projektes 2023 gab Stallman bekannt, dass er am follikulärem Lymphom erkrankt ist und sich in chemotherapeutischer Behandlung befindet. Sein äußerliches Markenzeichen, Vollbart und langes Haar, musste er aufgrund der Behandlung aufgeben.
Am 14. Oktober 2024 veröffentlichten anonyme Aktivisten eine als The Stallman Report deklarierte Landingpage, die umfangreiche Quellen zur Herleitung kontroverser Positionen und mutmaßlicher Übergriffe Stallmans zusammentrug. Der Report schließt mit Empfehlungen an Stallman und die beteiligten Organisationen und fordert zur Stellungnahme auf.

## Auszeichnungen und Ehrungen
Richard Stallman hat eine Reihe von Ehrungen und Auszeichnungen bekommen. Dazu gehören unter anderem:
- 1986: Ehrenmitgliedschaft auf Lebenszeit in der Chalmers Computer Society
- 1990: MacArthur Fellowship
- 1990: Grace Murray Hopper Award
- 1996: Ehrendoktor der Königlich Technischen Hochschule Stockholm
- 1998: EFF Pioneer Award
- 1999: Yuri Rubinsky Memorial Award
- 2001: Takeda Foundation Award
- 2001: Ehrendoktor der University of Glasgow
- 2002: National Academy of Engineering Mitgliedschaft
- 2003: Ehrendoktor der Vrije Universiteit Brussel
- 2004: Ehrendoktor der Universidad Nacional de Salta, in Argentinien
- 2004: Ehrenprofessor der Universidad Nacional de Ingeniería in Peru
- 2005: Fundazione Pistoletto Preis
- 2007: Ehrenprofessor der Universidad Inca Garcilaso de la Vega in Peru
- 2007: First Premio Internacional Extremadura al Conocimiento Libre
- 2007: Ehrendoktor der Universidad Los Ángeles de Chimbote in Peru
- 2007: Ehrendoktor der Universität Pavia in Italien
- 2008: Ehrendoktor der Universidad Nacional de Trujillo in Peru
- 2009: Ehrendoktor für Wissenschaft der Lakehead University in Kanada
- 2011: Ehrendoktor der Universidad Nacional de Córdoba in Argentinien
- 2013: Aufnahme in die Internet Hall of Fame der Internet Society[37]
- 2014: Ehrendoktor der Concordia University in Kanada
- 2015: Ehrendoktor der Universidad las Américas in Peru
- 2015: ACM Software System Award

## Trivia

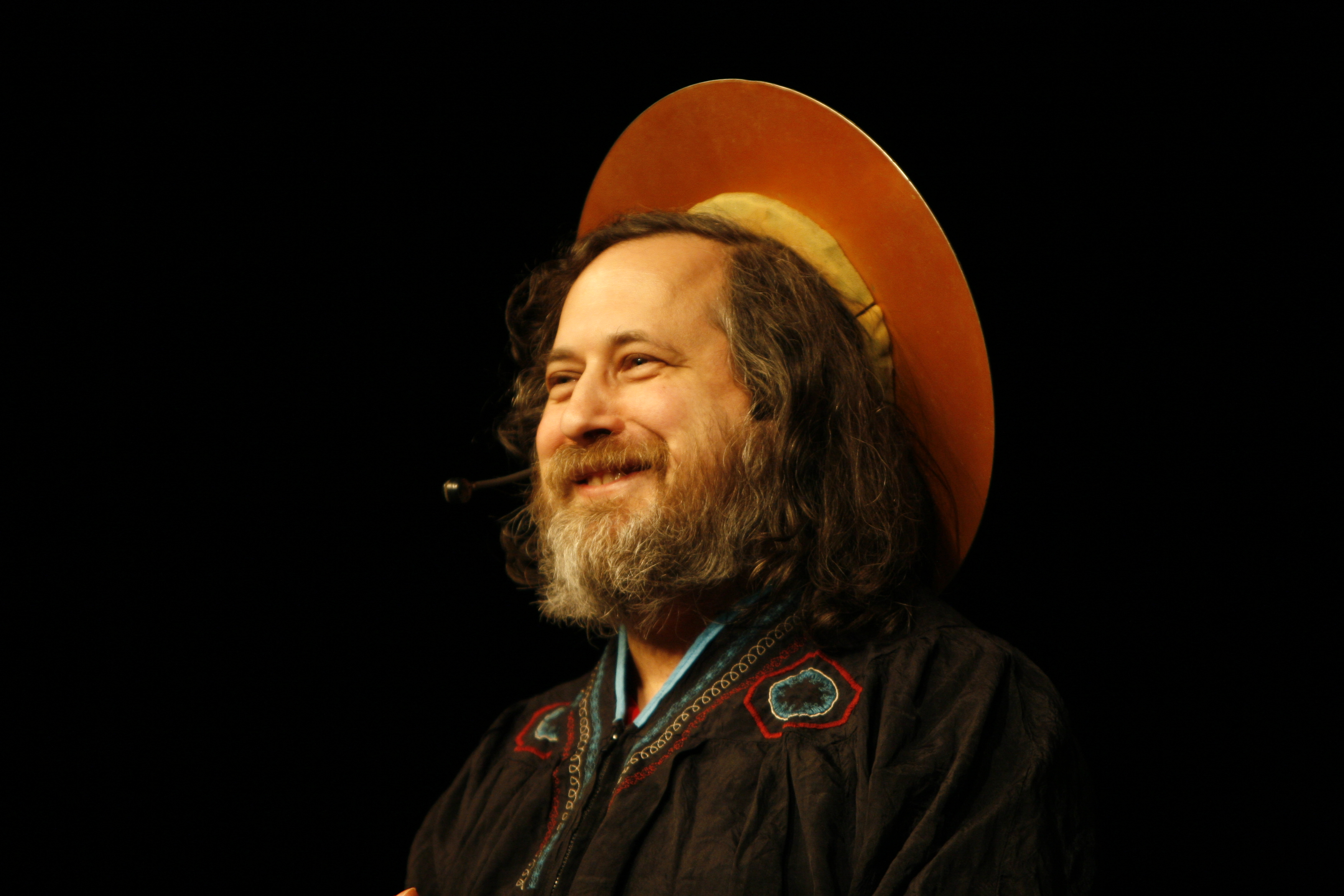
Richard Stallman bei einem Auftritt als St. IGNUcius, einem Heiligen der Kirche von Emacs

- Im sogenannten Editor War gründete Richard Stallman die Emacs-Kirche (The Church of Emacs) und ernannte sich zum Heiligen IGNUcius.[38][39]
- In Steven Levys Buch Hackers ist Richard Stallman ein eigenes Kapitel gewidmet.
- Im Rahmen des Spacewatch-Projektes wurde 1994 ein Hauptgürtel-Asteroid entdeckt, der nach Richard Stallman (9882) Stallman benannt wurde.[40]
- Der von Stallman geschriebene Free Software Song hat innerhalb der Hackerkultur eine gewisse Bekanntheit erlangt und kommt in mehreren Dokumentationsfilmen vor.

## Privatleben
Stallman ist Atheist sowie ledig und kinderlos.

## Schriften
- Free Software, Free Society: Selected Essays of Richard M. Stallman, Second Edition. GNU Press, Boston 2010, ISBN 978-0-9831592-0-9.
- What's GNU? Rede über Freie Software und die Geschichte des GNU-Projekts.